# Irena Todorova
Irena Todorova (in bulgaro Ирена Тодорова?; Pirdop, 20 giugno 1970) è un'ex cestista bulgara.

## Carriera
Con la Bulgaria ha disputato i Campionati europei del 1993.